# Chiloscyllium punctatum
Chiloscyllium punctatum o Squalo bambù bandemarroni è uno squalo della famiglia delle Hemiscylliidae. Vive nell'oceano pacifico occidentale oltre gli 80 metri di profondità e raggiunge una lunghezza di circa un metro. Il suo habitat preferito è la barriera corallina e ha una riproduzione ovipera. È lo squalo più adatto alla vita in acquario ed è dotato di barbigli somiglianti a dei baffi. Da qui il nome popolare di squalo gatto.
Viene considerato a rischio estinzione, e i principali pericoli alla sua sopravvivenza sono portati dalla caccia e dall'inquinamento. Ha una pinna dorsale posteriore concava caratteristica. Quando sono allevati in cattività devono assumere con l'alimentazione integratori di iodio, per prevenire il gozzo a cui possono andar soggetti.